# The Doppelgangaz
The Doppelgangaz – podziemny amerykański duet hip-hopowy z hrabstwa Orange powstały w 2008 roku, w którego skład wchodzą raper oraz producent EP oraz również producent i raper Matter ov Fact. Grupa znane jest z ubierania się i występowania w nietypowych płaszczach przypominający strój włóczęgi.
W 2013 została wydana zremasterowana wersja płyty "Beats for Brothels Vol. 1", a także wersja Deluxe albumu "Lone Sharks" z nowymi utworami.
W 2014 roku wystąpili pierwszy raz w Polsce, w Białymstoku na festiwalu Up to Date.

## Dyskografia
Studyjne
- 2012: The New Beginning (2009)
- R.O.B.  (2010)
- Beats For Brothels, Vol. 1 (2011)
- Lone Sharks (2011)
- Beats For Brothels, Vol. 2 (2012)
- HARK! (2013)
- Peace Kehd (2014)
- Beats For Brothels, Vol. 3 (2015)
- Beats For Brothels, Vol. 3.5 (2016)
- Dopp Hopp (2017)
- AAAAGGGHH (2018)
- Beats For Brothels, Vol. 4 (2018)
- Dumpster Dive (2020)
- Beats For Brothels, Vol. 5 (2020)
- Black Cloak Lifestyle (2022)
- Beats For Brothels, Vol. 6 (2023)

EP
- The Ghastly Duo EP (2008)
- Doppic of Discussion (2012)
- Parts Unknown (2015)
- Speak Awn Eht (2015)
- G Pack, Vol. 1 (2019)
- G Pack, Vol. 2 (2020)
- G Pack, Vol. 3 (2021)
- Went Left (2023)
- G Pack, Vol. 4 (2023)